# Acmana moeonalis
Acmana moeonalis är en fjärilsart som beskrevs av Walker 1859. Acmana moeonalis ingår i släktet Acmana och familjen nattflyn. Inga underarter finns listade i Catalogue of Life.